# Sega Mega CD
Il Sega Mega CD o Mega-CD (メガ CD?, Mega Shī Dī), chiamato in Nord America Sega CD, è una periferica per Sega Mega Drive che consente alla console di utilizzare software su CD-ROM. Sviluppato congiuntamente da SEGA e JVC, venne commercializzato tra il 1991 e il 1996 in Giappone, USA, Europa e Australia, ma con scarso successo.

## Storia
Lo sviluppo del dispositivo rimase a lungo segreto, i programmatori non avevano una chiara idea del progetto finale fino a quando questo non fu presentato al Tokyo Toy Show in Giappone, all'inizio degli anni novanta precisamente nel 1991 e nell'aprile del 1993 per il mercato europeo.
Il sistema fu sfavorito, fin dall'inizio, dall'assenza di una killer application. Anche col passare del tempo, i giochi veramente buoni non furono abbastanza numerosi. La causa si potrebbe attribuire alla scarsa pianificazione da parte della SEGA e al troppo tempo che impiegò a pubblicare un software development kit, non favorendo così la produzione di giochi di terze parti.
La tecnologia del CD-ROM era ancora giovane e anche questo non aiutò gli sviluppatori a sfruttarne appieno le possibilità; spesso i giochi sono porting da Mega Drive poco arricchiti, con l'aggiunta di musiche CD audio, oppure sono basati sulle non eccelse capacità full motion video del Mega CD. La SEGA puntò molto sui giochi FMV, che sembravano una promettente innovazione e un punto di incontro tra videogiochi e cinema, ma si rivelarono presto un fuoco di paglia.
Negli Stati Uniti e in Europa il Sega Mega-CD è stato considerato un fallimento per via del suo alto prezzo, le sue scarse vendite, lo scarso supporto e per la generale confusione con il Sega Mega Drive 32X, un'altra periferica sviluppata per Mega Drive. Il supporto di questa periferica fuori dal Giappone era scarso e quindi molti acquirenti persero fiducia nella società.
L'arrivo di concorrenti a CD-ROM come CD-i e 3DO, sebbene essi stessi non furono dei grandi successi, rese inoltre il Mega CD superato sul piano tecnico.

## Caratteristiche
Il Sega Mega-CD nelle intenzioni della casa nipponica era stato sviluppato per competere con la console PC Engine che era dotato di un CD-ROM esterno. Esso aggiunge alla console la capacità di riprodurre CD audio, caricare giochi da CD e riprodurre i dischi CD+G.
Il primo modello è dotato di un meccanismo di caricamento basato su caddy, la seconda versione è più piccola e il meccanismo di caricamento è dall'alto. Molti giochi sfruttano dei filmati in live-action (come se fossero dei film interattivi), ma erano dei video di bassa qualità, visualizzati in riquadri che non riempono tutto lo schermo, lasciando spazio all'interfaccia. Il gioco più popolare che sfrutta questa impostazione fu Night Trap.

## Specifiche tecniche
- processore a 16 bit Motorola 68000 a 12 MHz
- processore secondario Motorola 68000 a 7,67 MHz (dal Genesis)
- processore audio Zilog Z80A a 3,58 MHz
- tavolozza di 512 colori di cui 64 contemporaneamente su schermo
- risoluzione video 320×220, fino a 80 sprite su schermo
- lettore CD 1X dotato di una cache da 120Kb
- 6 Mbits extra di RAM
- chip audio multipli, 8 canali; suono dal YM2612 del Sega Mega Drive come audio secondario
- scaling e bi-axial rotation supportate via hardware

## Varianti

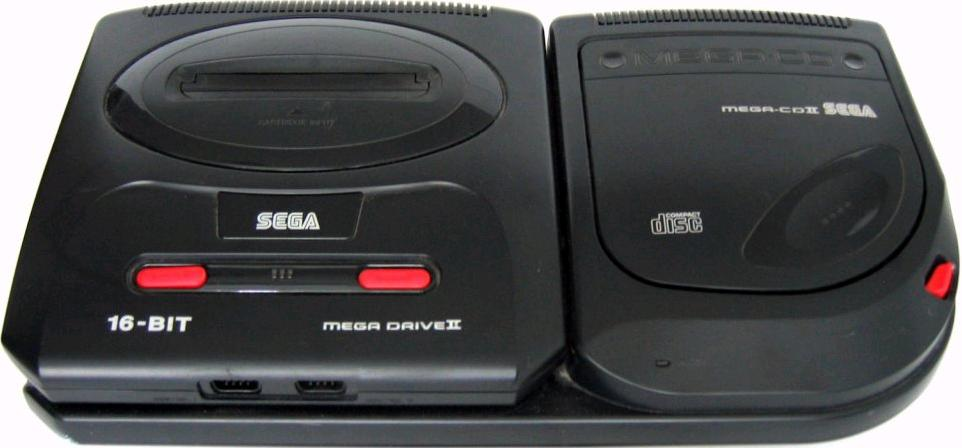
Il secondo modello del Mega CD (a destra) agganciato al secondo modello della console (a sinistra)

Alcuni dei migliori modelli successivi furono:
- Mega CD "Mark II": seconda versione, introdotta per abbassare i costi, più piccola e senza il carrello CD motorizzato e le spie luminose. Risulta più compatta e affidabile. Anziché stare sotto il Mega Drive come il primo modello, il corpo principale sta a fianco.
- Wondermega: prodotta dalla JVC, equivale a Mega Drive e Mega CD in un agile blocco unico, con opzioni MIDI e karaoke incluse. Uscì anche negli USA come X'Eye, ma con scarso successo.
- Multi-Mega: utilizzabile anche come lettore CD audio portatile, alimentato da due batterie stilo, e poco più grande di un comune lettore CD portatile, ma molto costoso (500£ nel Regno Unito).
- Aiwa CSD-GM1: altra combinazione di Mega Drive e Mega CD, molto simile a un tradizionale stereo portatile. Forse la variante più rara, uscì solo in Asia.

## Videogiochi
Vennero pubblicati oltre 200 giochi, tra quelli disponibili ufficialmente in Giappone, Nordamerica e/o Europa. Tutti i giochi hanno un sistema di blocco regionale (es. per funzionare solo sulle console giapponesi, nordamericane o europee), ma erano in vendita cartucce come la CDX della Datel che permettono di aggirare il blocco.
Secondo una selezione fatta dalla rivista Retro Gamer, che nonostante il poco successo del sistema ritiene ci fossero molti buoni titoli, dieci dei più grandi giochi di vari generi per Mega CD sono Sonic CD, Final Fight CD, Shining Force CD, Lunar: The Silver Star, Thunderhawk, Lunar: Eternal Blue, Popful Mail, Robo Aleste, Snatcher, Keio Flying Squadron. Sebbene molti giochi per Mega CD fossero conversioni, la rivista ricorda anche alcuni dei migliori titoli esclusivi per il sistema: Snatcher, Silpheed, Jurassic Park, Heart of the Alien, Heimdall, Shadowrun (Silpheed e Heimdall sono originari di altre piattaforme, ma le versioni Mega CD sono remake molto rinnovati; anche Snatcher non è veramente esclusivo, ma le altre versioni sono solo in giapponese).
Alcuni degli ultimi giochi per Mega CD sono in grado di sfruttare contemporaneamente anche le capacità del Sega Mega Drive 32X, girando quindi su una grossa configurazione hardware che richiede ben tre alimentazioni.